# Az arany rabjai
Az arany rabjai (angolul: When Eight Bells Toll), 1971-ben bemutatott brit bűnügyi akciófilm Alistair MacLean hasonló című regénye alapján, rendezője Étienne Périer, főszereplői Anthony Hopkins, Robert Morley és Nathalie Delon. Időnként előfordul a szó szerint lefordított „Nyolc harang zúg” magyar címen is.

## A film készítése
A film meséje hűen követi a regényben leírt történetet, a párbeszédek megőrizték a könyv stílusát, ami nem véletlen, hiszen maga az író, Alistair MacLean választotta ki és ajánlotta megfilmesítésre ezt a regényét. A műfaj sajátosságai miatt a cselekmény néhány fordulatán változtattak, az eredeti könyv szerint egy Agatha Christie-szerű nagy leleplezés zárja a történetet, a filmben látványos tűzharcban történik meg a végső leszámolás.
Elliott Kastner, a producer úgy tervezte, ez a film egy többrészes kalandfilm-sorozat első része lesz, Alistair MacLean népszerű ügynökregényei alapján, amelyeknek Philip Calvert, a haditengerészeti titkosügynök lesz a főhőse. Kastner reményei szerint ez a sorozat a James Bond-filmek helyébe lépett volna, mivel ekkor (1969–70-ben) úgy tűnt, Sean Connery a Csak kétszer élsz után nem vállal több James Bond-szerepet. Az Őfelsége titkosszolgálatában mérsékelt sikere után sokan hitték, hogy Connery távozásával a sorozat meg is szűnik. Calvert szerepét Kastner Michael Jaystonnak vagy Anthony Hopkinsnak szánta, végül az utóbbi mellett döntött. Az ekkor 34 éves Hopkins a Bond-filmek dublőr-szervezőjének, Bob Simmonsnak tanácsai alapján alaposan lefogyott, hogy meggyőzően hasonlítson a Királyi Haditengerészet tisztjére, aki – szerepe szerint – különleges kommandós és harci búvár-kiképzést is kapott.
Derűs színfoltot képvisel a filmvígjátékokból ismert Robert Morley, az arisztokratikus és kényesen előkelő Sir Arthur szerepében, aki lenéző megjegyzéseket tesz az alacsony származású Calvert-re („valami népiskolába járt északon),” és felháborodik, amikor magas társadalmi osztályba emelkedett klubtársa, Sir Anthony Skouras (átmenetileg) gyanúba kerül: „Tudja, Calvert nem igazi úriember, és soha nem is lesz azzá.” A Skourast alakító Jack Hawkins a forgatás előtt néhány évvel gége-eltávolító műtéten esett át, az eredeti angol nyelvű felvételen Charles Gray hangján beszél. Charlotte, a gengszterfeleség (Nathalie Delon) jól hasznosítja testi bájait, bántatlanul és meggazdagodva ússza meg a felelősségre vonást.
A helikopteres kutatás (igen látványos) jelenetsorában egy Westland Widgeon-t használtak, a film elején megjelenik egy Aérospatiale Alouette II, amely Calvert-t hozza a Főhadiszállásra.
Kiderült azonban, hogy a When Eight Bells Toll a vártnál kevesebb nézőt vonz. Connery is visszatért, sikerrel alakította Bondot a Gyémántok az örökkévalóságnak c. filmben, a producerek további Bond-filmek készítéséről döntötték, a sikeres Bond-sorozatot még sok éven át, Connery (tényleges) távozása után is, más színészekkel tovább folytatták. A Philip Calvert-sorozat tervét törölték.

## A film címe
A „nyolc harangütés” magyarázata: Brit hajókon a fedélzeti őrség négyórás váltásokban történik. Az idő múlását és az őr ébren létét a hajóharang félóránkénti megkondításával jelzik. A harang nyolcadik megütése a szolgálat végét, az őrségváltás idejét jelzi. A délelőtti őrség („forenoon”) nyolcadik ütése delet, az első éjszakai őrség („first”) nyolcadik harangütése éjfélt jelez. A mai nyelvben az „eight bells toll” kifejezés kb. ezt jelenti: „éjfélt (vagy delet) üt az óra”. A regény és a film címe a végső leszámolás megindításának éjféli időpontjára utal. A néhol előforduló, betű szerinti magyar fordítás „Nyolc harang zúg” nem adja vissza ezt a jelentést.

## Tartalom
|  | Alább a cselekmény részletei következnek! |

A Brit Királyi Haditengerészet két különleges ügynökét, Philip Calvert-t (Anthony Hopkins) és Roy Hunslettet (Corin Redgrave) berendelik a titkosszolgálat központjába, ahol Sir Arthur Arnford-Jones (Robert Morley) igazgató egy bűncselekmény-sorozat felderítésével bízza meg őket. Sir Arthur elismeri Calvert kapitány kiváló szakmai képességeit, bár időnként lenézően nyilatkozik az „alsóbb néposztályokból felkapaszkodott népség” szörnyű viselkedéséről. Az Ír-tengeren kalóztámadás ért több hajót, amelyek nagy értékű aranyrudakat szállítottak. A foglyul ejtett személyzet egy része később előkerül, másoknak a hajóval és szállítmánnyal együtt nyoma vész. Sir Athur és kollégája, Lord Charnley (Derek Bond) nemzetbiztonsági problémának látja az ügyet. Calvert javaslatára Sir Arthur két fedett nyomozóját beépíti a legközelebb induló hajóra, a 8 millió angol font értékű aranyrudat szállító „Nantesville”-re. Az ügynökök titkos rádiójelentései alapján Calvert és Hunslett, tengerbiológusoknak álcázva, a „Firecrest” kutatóhajóval követik őket. A Skót-felföld partjainál, Torbay szigetének kikötőjében (a név utal a felvétel eredeti helyszínére, a Mull szigeti Tobermory-ra) megszakad a kapcsolat. Calvert éjszaka a „Nantesville” fedélzetére lopózik. Két kollégáját meggyilkolva találja. Fegyveresek támadnak Calvert-re, aki megsebesül, de a golyózápor elől a tengerbe veti magát, és úszva elmenekül.
A „Firecrest”-re visszatérve Calvert titkos rádióadóján jelenti Sir Arthurnak, hogy az eset komoly, a „Nantesville”-t birtokló kalózokat szárazföldi bűntársaik értesíthették, az ügynököket lebuktatták és megölték, az ő érkezését is felkészülten várták. Calvert gyanúja szerint Torbay környékén lehet a kalózok támaszpontja. Az adást megszakítja, mert a hajóra kiszáll a vámőrség, MacDonald rendőr őrmester vezetésével. Rutin-ellenőrzés címén kutatnak a hajón, ellenőrzik Calvert összes engedélyét, végül gyanakodva távoznak a hajóról.
A sziget belsejét járva Calvert felfedezi, hogy a távíróoszlopok ki vannak döntve, a drótok elvágva. A megjelenő MacDonald őrmester szerint az éjszakai vihar tette tönkre, de már intézkedtek a javításról. Bár Calvert nem emlékszik éjszakai viharra, gyorsan kapcsol, és elmondja, a vihar az ő hajójuk rádióját is tönkretette. Az őrmestertől megtudja, hogy az öbölben panamai zászló alatt hajózó fényűző luxusjacht, a „Shangri-La” tulajdonosa egy ciprusi származású milliárdos, Sir Anthony Skouras (Jack Hawkins), aki Calvert szerint gyanús ügyletekből szerezte vagyonát. Az őrmester figyelmezteti, hogy a helyi lakosok – köztük ő maga is, aki korábban két fiát vesztette el – sokat köszönhetnek Skouras önzetlen támogatásának. A vidéket járó Calvert-t később két helyi férfi megtámadja és megveri, figyelmeztetésül, hogy ne szimatoljon. Hunslett közben a falu kocsmáit járva megtudja, hogy a környéket balsors sújtja, embereknek vész nyoma, fura balesetek történnek, több halászhajó is eltűnt, személyzetével együtt.
A két „biológus” meghívást kap a luxusjachtra. Megismerkednek Skouras-szal, a feleségével, a vonzó Charlotte-tal (Nathalie Delon), valamint Skouras üzlettársával, Lavorskival és annak társaival. Skouras gyakran emlegeti első, elhalt feleségét. Calvert-nek feltűnik a Skouras-házaspár feszült és ellenséges viszonya, amit Lavorski elégedetten szemlél. Visszatérve megállapítják, hogy távollétükben idegenek jártak a lehorgonyzott kutatóhajón. Calvert jelenti Sir Arthurnak, hogy Skouras állhat az aranyrablások mögött. Felháborodva visszautasítják: Sir Anthony Skouras minden gyanún felül áll, a legjobb körökben tiszteletet élvező személyiség, Sir Arthur és Lord Charnley megbecsült klubtársa. Sir Arthur azonnal visszarendeli Calvert-t. Másnap hajnalban helikoptert küld érte. Calvert távozása után a kutatóhajóra visszaigyekvő Hunslettet elfogják a kalózok.

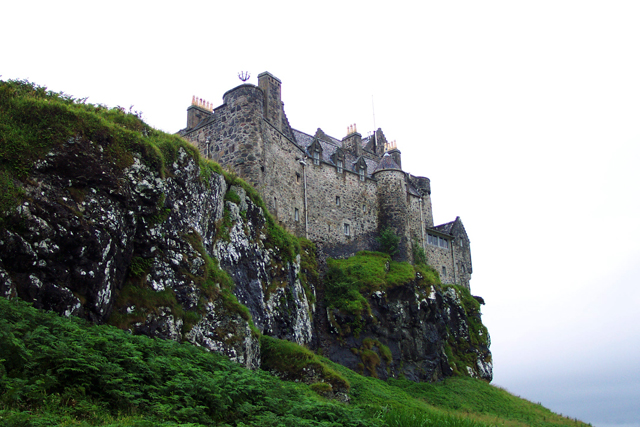
Az igazi Duart kastély, Mull szigetén

A helikopter pilótáját, Williams hadnagyot Calvert utasítja, ne Londonba vigye, hanem kutassák át a szigetet. A kalózok rejtekhelyét keresi, a vad sziklafalak között rejtőző barlangokba néz be. Eldugott cápavadász telepre bukkan, keménykötésű vezetőjük, Hutchinson segítséget ígér Calvert-nek. Egy sziklafokon álló kastélyban leszállva találkozik annak lakóival, Lord Kirkside-dal és annak tizenéves leányával, akik rémültnek tűnnek, elutasítóan viselkednek. Torbay-ba visszatérőben a helikopter golyózáporba kerül, a pilóta halálos lövést kap, a jármű a tengerbe zuhan, Calvert a víz alatt menekül ki a roncsból, szerencsésen elkerüli a motorcsónakon érkező, rá vadászó támadókat, és partra kecmereg. A Firecrest-re visszajutva látja, hogy társának, Hunslettnek nyoma veszett.
Meglepetésére a hajón főnöke, Sir Arthur Arnford-Jones várja, és felelősségre vonja az „elfogadhatatlan függelemsértésért”. Calvert jelentését meghallgatva azonban igazat ad neki, és szabad kezet ad a további nyomozásban. A hajót éjszaka kalózok támadják meg, de Calvert és „Arthur bácsi” felkészülten várják őket. Az egyiket Calvert megöli, és a tengerbe veti. Az életben maradt támadót átadják a helyi rendőrségnek. Calvert azonban figyeli és követi McDonald őrmestert, aki a „Shangri-La”-ra indulna jelentést tenni. A sarokba szorított őrmester vallomást tesz: tud az aranyrablásokról, de a kalózok zsarolják, fiait túszként tartják fogva. Beleegyezik, hogy segíti Calvert-t, hogy megmentse fiait.
A „kutatóhajóra” menekül Charlotte, aki előadja, hogy férje és barátai bántalmazták. Calvert, bár bizalmatlan, megengedi, hogy velük tartson. Indulásra készülve felvonják a horgonyt, és megtalálják Hunslett rákötözött holttestét. A kalózok motorcsónakkal közelednek, a barátja halálán feldühödött Calvert legázolja a csónakot, az úszva menekülőket agyonlövi. Calvert elmondja, gyanúja szerint a kalózok támaszpontja a kastélyban van, gyanítja, hogy az elrabolt hajókat elsüllyesztik, hogy láthatatlanul kirakodhassák az aranyrudakat. Segítségért megy a cápavadász kolóniára. Átszállnak Hutchinson ütött-kopott hajójára, a „Charmane”-ra, így feltűnés nélkül megkereshetik azt a mély tengeröblöt, amely egyedül alkalmas nagyobb hajók eltüntetésére. Calvert könnyűbúvár felszerelésben lemerül és megtalálja a „Nantesville”-t, ahol éppen nehézbúvárok rakják kifelé az aranyrudakat. Egyiküket, akiben Hunslett gyilkosát gyanítja, megtámadja és megöli. A „Shangri-La” fedélzetén közben feltűnik Sir Arthur tiszttársa, Lord Charnley, aki szintén a bűnözők cinkosa.
Calvert terve szerint Hutchinson és emberei éjfélkor behatolnak a kastély alatti szűk szájú, alig látható sziklabarlangba, hajóval. Ő maga a kastélyba indul, de előtte még magáévá teszi a felkínálkozó Charlotte-ot (bár gyanakszik rá). Calvert kötélen felmászik a sziklafalon és behatol a kastélyba. Megöl néhány fegyveres őrt, majd kikérdezi az álmából riasztott Sue Kirkside-ot. Kiderül, Skouras ártatlan, zsarolás áldozata, igazi felesége él, túszként tartják fogva a kastély alatti tömlöcben, más helybéliekkel együtt. Sue segítségével Calvert kiszabadítja a foglyokat, köztük McDonald őrmester fiait, és Lady Skourast is. Utána lelopózik a kastély alatti sziklaüregben lévő kikötőbe, ahol Lavorski emberei a megszerzett aranyrudakat rakodják ki. Azt is látja, hogy éjfél előtt Lavorski rádióüzenetet kap, mire abbahagyják a munkát és fegyveresen elrejtőznek.
Éjfélkor (a „nyolcadik harangütésre”) Hutchinson hajójával betör a rejtett kikötőbe. A gengszterek már várják őket, mert Charlotte – valójában Lavorski felesége – titkos rádióadón elárulta a kalóznak Calvert-ék terveit. A válságos pillanatban Calvert beavatkozik, tűzharc tör ki, Calvert és a cápavadászok letarolják a kalózokat. Calvert megdöbbenve látja köztük Lord Charnley-t az Admiralitásról, akit Hutchinson terít le szigonyágyúval. Sir Arthur fejcsóválva korholja barátját és klubtársát, Sir Anthony Skourast, hogyan keveredhetett ilyen „hozzánk nem illő társaságba”. Nem fér a fejébe, hogy éppen a nagyra becsült Lord Charnley állt a nagyszabású biztosítási csalások mögött. A megözvegyült Charlotte-ot – árulása ellenére – Calvert hagyja elszökni, még egy aranyrudat is ad neki.
|  | Itt a vége a cselekmény részletezésének! |

## Szereplők
| Szerep                                    | Színész         | Magyar cím „Nyolc harang zúg” Magyar hang | Magyar cím (2013): „Az arany rabjai” Magyar hang |
| ----------------------------------------- | --------------- | ----------------------------------------- | ------------------------------------------------ |
| Philip Calvert titkosügynök               | Anthony Hopkins | Dunai Tamás                               | Epres Attila                                     |
| Roy Hunslett, Calvert társa               | Corin Redgrave  | ?                                         | Szabó Máté                                       |
| Sir Arthur Arnford-Jones („Arthur bácsi”) | Robert Morley   | ?                                         | Perlaki István                                   |
| Charlotte                                 | Nathalie Delon  | ?                                         | Kiss Erika                                       |
| Sir Anthony Skouras                       | Jack Hawkins    | ?                                         | Szersén Gyula                                    |
| Lord Charnley, Admiralitás                | Derek Bond      | ?                                         | ?                                                |
| Lavorski, gengszter                       | Ferdy Mayne     | ?                                         | ?                                                |
| Helikopterpilóta                          | Maurice Roëves  | ?                                         | ?                                                |
| Tim Hutchinson, cápavadász                | Leon Collins    | ?                                         | ?                                                |
| Imrie kapitány                            | Peter Arne      | ?                                         | ?                                                |
| Lord Kirkside                             | Tom Chatto      | ?                                         | ?                                                |
| Sue Kirkside, a leánya                    | Wendy Alnutt    | ?                                         | Fésűs Bea                                        |
| Macdonald rendőr őrmester                 | Charlie Stewart | ?                                         | Szokolay Ottó                                    |

Az első magyar szinkron résztvevői közül csak Dunai Tamás neve ismert, a többi résztvevő neve és a készítés ideje nem lelhető fel. A második magyar szinkron 2013-ban készült, a főszereplőt Epres Attila szinkronizálta, a többi résztvevő neve csak ábécé-rendben lelhető fel: Fehér Péter, Fésűs Bea, Hamvas Dániel, Kiss Erika (I), Perlaki István, Szabó Máté, Szatmári Attila, Szersén Gyula, Szokolay Ottó, Szűcs Sándor, Várday Zoltán.

## Bakik és logikátlanságok
A film kritikusai több kisebb-nagyobb bakira hívták fel a figyelmet.
- A nyitó jelenetben Calvert egy Alfred Hitchcock stílusú helyzetben egy ráirányuló pisztolycsővel szembesül, majd kiderül, hogy a pisztolyt tartó ember halott, hátával falnak támaszkodik, de hátba van szúrva.
- Az elsüllyesztett hajót kutatva Calvert és Hutchinson hajóval mennek a helyszínre (ahol nincs más hajó), majd Calvert könnyűbúvárként, a víz alatt keresi és találja meg a roncsot. A roncsban dolgozó nehézbúvárokat a felszínről tömlőn át látják el levegővel, de a kompresszoros hajót senki sem keresi.
- A víz alatti búvár-párharc után visszatérve Calvert azt mondja, a nehézbúvár halála véletlen balesetnek fog látszani. Valójában perceken át kellene égetnie a saját erős légpótló tömlőjét, hogy ez bekövetkezzen.

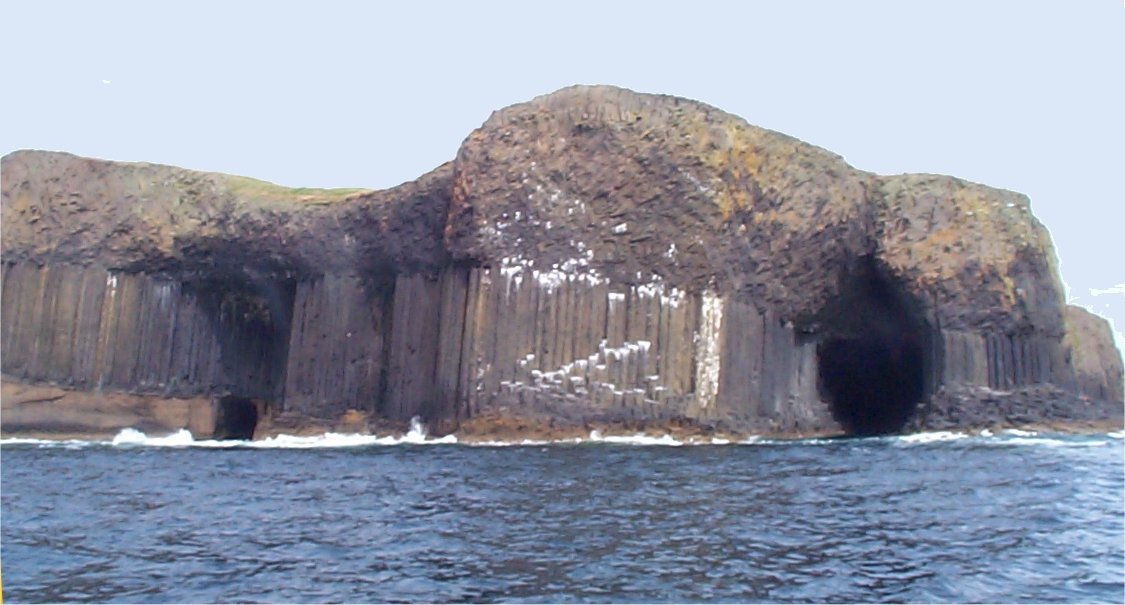
Az igazi Fingal’s Cave barlang Staffa szigetén

## Forgatási helyszínek
A film külső felvételeit Északnyugat-Skóciában, a Belső-Hebridákon forgatták. A belső felvétek a Pinewood stúdióiban készültek.
- Tobermory, Mull szigete, Argyll and Bute kerület, (a Skót-felföld nyugati partvidékén (Skócia).
- Duart kastély (Caisteal Dhubhair), Mull szigete, Argyll and Bute kerület, Skócia.
- Fingal’s Cave barlang, Staffa szigete, Belső-Hebridák, Argyll and Bute kerület, Skócia. (A helikopteres felderítés során Calvert világító petárdát lő a barlangba).
- Dervaig, Mull szigete (Calvert sétája, verekedés a temetőben)[12]
- Skócia nyugati partvidéke (hajós jelenetek).
- Pinewood Studios, Iver Heath, Buckinghamshire, Anglia (stúdiófelvétek)[11]

## Érdekességek
- A filmben látható Westland Widgeon helikoptert (az amerikai Sikorsky H-5a brit gyártmányú változatát) a forgatáshoz a Királyi Haditengerészeti Mentőszolgálat (Royal Navy Rescue) színeire festették át.
- A forgatás során Anthony Hopkins viszonyba keveredett Jennifer Lyntonnal, a producer egyik asszisztensnőjével, kedvéért 1972-ben elhagyta első feleségét, Petronella Barker színésznőt és leányukat, Abigailt. 1973-ban feleségül vette Lyntont (2002-ben elváltak).[13]